# Borksjön
Borksjön är en sjö i Hagfors kommun och Sunne kommun i Värmland och ingår i Göta älvs huvudavrinningsområde. Sjön har en area på 0,325 kvadratkilometer och ligger 290,6 meter över havet. Sjön avvattnas av vattendraget Enån.

## Delavrinningsområde
Borksjön ingår i det delavrinningsområde (664617-136689) som SMHI kallar för Utloppet av Stor-En. Medelhöjden är 294 meter över havet och ytan är 16,34 kvadratkilometer. Det finns inga avrinningsområden uppströms utan avrinningsområdet är högsta punkten. Enån som avvattnar avrinningsområdet har biflödesordning 2, vilket innebär att vattnet flödar genom totalt 2 vattendrag innan det når havet efter 325 kilometer. Avrinningsområdet består mestadels av skog (79 procent). Avrinningsområdet har 2,23 kvadratkilometer vattenytor vilket ger det en sjöprocent på 13,6 procent.